# Courtney B. Vance
Pour les articles homonymes, voir Vance.
Courtney B. Vance, de son vrai nom complet Courtney Bernard Vance, né le 12 mars 1960 à Détroit, dans le Michigan, aux États-Unis, est un acteur et producteur américain.

## Biographie

### Jeunesse
Courtney Bernard Vance est né le 12 mars 1960 à Détroit, dans le Michigan, aux (États-Unis).

### Carrière
Il est connu pour ses nombreux petits rôles au cinéma et à la télévision. En 2016, il est choisi pour interpréter Johnnie Cochran, l'avocat principal d'OJ Simpsons dans la série The People v. OJ Simpsons. Il reçoit un accueil record pour son interprétation, et se voit lauréat de nombreux prix d'interprétation dont l'Emmy Awards du Meilleur Acteur (l'équivalent des Oscars pour les séries).

### Vie privée
Il est marié à Angela Bassett depuis 1997.

## Filmographie

### Comme acteur

#### Cinéma
- 1987 : Hamburger Hill de John Irvin : Doc Johnson
- 1990 : À la poursuite d'Octobre Rouge (The Hunt for Red October) de John McTiernan : 2e Classe Ronald Jones "Sonar"
- 1992 : Nonesense and Lullabyes: Poems de Michael Sporn (vidéo)
- 1992 : Nonesense and Lullabyes: Nursery Rhymes de Michael Sporn (vidéo)
- 1993 : Les Aventures de Huckleberry Finn (The Adventures of Huck Finn) de Stephen Sommers : Jim
- 1992 : Arizona Rider (Beyond the Law) de Larry Ferguson : Conroy Price
- 1994 : Sacré mariage (Holy Matrimony) de Leonard Nimoy : Cooper
- 1995 : Les Black panthers (Panther) de Mario Van Peebles : Bobby Seale
- 1995 : Esprits rebelles (Dangerous Minds) de John N. Smith : George Grandey
- 1995 : L'Ultime Souper (The Last Supper) de Stacy Title : Luke
- 1996 : La Femme du pasteur (The Preacher's Wife) de Penny Marshall : Révérend Henry Biggs
- 1998 : Blind Faith de Ernest R. Dickerson : John Williams
- 1998 : Embuscade (Ambushed) de Ernest R. Dickerson : Jerry Robinson
- 1999 : Cookie's Fortune de Robert Altman : Otis Tucker
- 1999 : Love and Action in Chicago (en) de Dwayne Johnson-Cochran (vidéo) : Eddie Jones
- 2000 : Space Cowboys de Clint Eastwood : Roger Hines
- 2002 : Compte à rebours mortel (D-Tox) de Jim Gillespie : Jones
- 2011 : The Divide de Xavier Gens : Delvin
- 2011 : Destination finale 5 de Steven Quale : Agent Jim Block
- 2012 : Joyful Noise de Todd Graff : Pasteur Dale
- 2015 : Terminator Genisys : Miles Dyson
- 2016 : Joyeux Bordel ! de Josh Gordon et Will Speck : Walter
- 2017 : La Momie (The Mummy) d'Alex Kurtzman : colonel Greenway
- 2018 : L'Île aux chiens (Isle of Dogs) de Wes Anderson : le narrateur
- 2018 : Ben is Back de Peter Hedges : M. Burns
- 2020 : Le Goût du vin (Uncorked) de Prentice Penny
- 2020 : Project Power d'Ariel Schulman et Henry Joost
- 2025 : Lilo et Stitch (Lilo & Stitch) de Dean Fleischer Camp : Cobra Bubbles

#### Télévision
- 1983 : First Affair de Gus Trikonis (TV) : Étudiant
- 1991 : The Emperor's New Clothes d'Alan Taylor (TV) : Scribe (voix)
- 1992 : In the Line of Duty: Street War de Dick Lowry (TV) : Justice Butler
- 1993 : Percy & Thunder de Ivan Dixon (TV) : Thunder
- 1994 : Race to Freedom: The Underground Railroad de Don McBrearty (TV) : Thomas
- 1995 : The Piano Lesson de Lloyd Richards (TV) : Lymon
- 1995 : Pilotes de choix (The Tuskegee Airmen) de Robert Markowitz (TV) : Lt. Glenn
- 1995 : Liaison interdite  de Paul Seed (TV) : Travis Holloway
- 1996 : The Boys Next Door (en) de John Erman (TV) : Lucien P. Singer
- 1997 : Douze hommes en colère (12 Angry Men) de William Friedkin (TV) : Foreman
- 1998 : Naked City: Justice with a Bullet de Jeff Freilich (TV) : Officier James Halloran
- 1998 : Naked City: A Killer Christmas (en) de Peter Bogdanovich (TV) : Officier James Halloran
- 2000 : Parting the Waters (série télévisée) : Martin Luther King
- 2002 : Whitewash: The Clarence Brandley Story de Tony Bill (TV) : Clarence Brandley
- 2001 à 2006 ; New York, section criminelle (série télévisée) : Substitut Ron Carver
- 2008 : Urgences (saison 15 et dernière, Série télévisée) : Russell Banfield, mari de Catherine Banfield (Angela Bassett)
- 2009 : Flashforward (série télévisée) : Directeur Adjoint du FBI Stanford Wedeck
- 2010 - 2011 : The Closer : L.A. enquêtes prioritaires : Chef Tommy Delk
- 2012 : Let It Shine de Paul Hoen (TV)  : Jacob Debarge
- 2012 : Revenge : Benjamin Brooks
- 2014 : Masters of Sex : Dr Charles Hendricks (saison 2)
- 2016 : American Crime Story : Johnnie Cochran Jr
- 2020 : Lovecraft Country : George Freeman

### Comme producteur
- 1999 : Love and Action in Chicago (en) de Dwayne Johnson-Cochran (vidéo)

## Théâtre
- 2013 : Lucky Guy de Nora Ephron, mise en scène de George C. Wolfe, Broadhurst Theatre

## Distinctions

### Récompenses
- Tony Awards 2013 : Meilleur acteur de second rôle dans une pièce dans une pièce pour Lucky Guy
- Critics' Choice Television Awards 2016 : Meilleur acteur dans une mini-série ou un téléfilm pour The People v. O. J. Simpson: American Crime Story
- 2016 : Gold Derby Awards du meilleur acteur dans une mini-série ou un téléfilm pour 'The People v. O. J. Simpson: American Crime Story
- 2016 : IGN Summer Movie Awards du meilleur acteur TV dans une mini-série ou un téléfilm pour The People v. O. J. Simpson: American Crime Story
- 2016 : Online Film & Television Association Awards du meilleur acteur dans une mini-série ou un téléfilm pour The People v. O. J. Simpson: American Crime Story
- Primetime Emmy Awards 2016 : Meilleur acteur dans une mini-série ou un téléfilm pour The People v. O. J. Simpson: American Crime Story
- 2017 : Black Reel Awards du meilleur acteur dans une mini-série ou un téléfilm pour The People v. O. J. Simpson: American Crime Story
- 2017 : NAACP Image Awards du meilleur acteur dans une mini-série ou un téléfilm pour The People v. O. J. Simpson: American Crime Story
- 2021 : International Online Cinema Awards du meilleur acteur invité dans une série télévisée dramatique pour Lovecraft Country
- 2021 : Online Film & Television Association Awards du meilleur acteur invité dans une série télévisée dramatique pour Lovecraft Country
- Primetime Emmy Awards 2021 : Meilleur acteur invité pour Lovecraft Country
- 2022 : Black Reel Awards for Television Awards du meilleur acteur invité dans une série télévisée dramatique pour Lovecraft Country

## Voix françaises
En France, Frantz Confiac et Thierry Desroses sont les voix régulières de Courtney B. Vance. Par le passé, José Luccioni et Bruno Dubernat l'ont également doublé à quatre reprises.
En France
| - Frantz Confiac dans : - Mesures exceptionnelles - The Divide - Destination finale 5 - La Momie - L'Île aux chiens (voix) - Project Power - Lilo et Stitch (voix) - Thierry Desroses dans : - Esprits rebelles - La Femme du pasteur - Lovecraft Country (série télévisée) - 61st Street (série télévisée) - Grotesquerie (série télévisée) - Le casse de 88 - José Luccioni (*1949 - 2022) dans : - New York, section criminelle (série télévisée) - Joyful Noise - State of Affairs (série télévisée) - Joyeux Bordel ! - Bruno Dubernat (*1962 - 2022) dans (les séries télévisées) : - Flashforward - The Closer : L.A. enquêtes prioritaires - Revenge - American Crime Story | - Rody Benghezala dans : - Ben is Back - Genius (série télévisée) Et aussi - Richard Darbois dans Hamburger Hill - Luc Bernard dans À la poursuite d'Octobre rouge - Serge Faliu dans Arizona Rider - Pascal Nzonzi dans Les Aventures de Huckleberry Finn - Emmanuel Jacomy dans L'Ultime Souper - Pascal Renwick (*1954 - 2006) dans Pilotes de choix (téléfilm) - Jean-Louis Faure (*1953 - 2022) dans Douze Hommes en colère (téléfilm) - Dominik Bernard dans Cookie's Fortune - Antoine Tomé dans Compte à rebours mortel - Günther Germain dans Urgences (série télévisée) - Sidney Kotto dans Terminator Genisys - Christophe Peyroux dans Le Goût du vin - Lucien Jean-Baptiste dans Le Droit d'être américain : Histoire d'un combat (documentaire) |

Au Québec